# Great Valley Products
Great Valley Products (GVP) – amerykańskie przedsiębiorstwo produkujące sprzęt do komputerów marki Amiga. Najbardziej znana jest jako producent kontrolerów SCSI i kart turbo z procesorami MC68030 i MC68040. Firma była liderem wysokiej technologii w zastosowaniach telewizyjnych i graficznych. Pierwsza wprowadziła na rynek kontroler SCSI z funkcją Autoboot.

## Historia
Firmę GVP założono w 1987 roku. Początkowo GVP obok własnych dystrybuowała produkty firmy Hydra Systems. Przez całą działalność firma tworzyła jedynie sprzętową część swoich produktów. Stroną programową przedsięwzięcia zajmowali się programiści działający na własną rękę i deweloperzy, co było częste w środowisku twórców związanych z Amigą. Człowiekiem stojącym na czele małej grupy programistów był Ralph Babel. W roku 1990 firma zatrudniała 22 pracowników, a część produkcji realizowali podwykonawcy, co pozwalało na wykorzystanie nowoczesnej technologii. W 1994 roku majątek firmy i technologia zostały w równych częściach sprzedane firmom Power Computing i M-Tec, a nowo powstała firma GVP-M nie zatrudniła dawnych pracowników. Część dotychczasowych produktów była sprzedawana, ale nowe konstrukcje nie powstały.

## Produkty
GVP wprowadziło na rynek kilka rodzin produktów:
- EGS – dwa modele kart graficznych: EGS 28/24 Spectrum z procesorem graficznym Cirrus Logic i model hi-tech EGS 110/24 (w roku 1992 oferowany za kwotę ok. 10000 PLN) z procesorem firmy Inmos. Model ten posiada rzadkie na tamten czas rozwiązanie magistrali CPU ⇔ GPU będące konstrukcją GVP i pozwalające na transfer w trybie burst z prędkością 50 MB/s (tylko z kartą G-Force dla Amigi 2000)
- G-Force – rodzina kart rozszerzeń dla komputerów Amiga 2000 (złącze Zorro II) oraz Amiga 3000/T i Amiga 4000/T (podłaczane do złącza karty procesora). Karty turbo linii G-Force były wyposażone w procesor Motorola MC68030 lub MC68040, 32-bitową pamięć, implementację kontrolera SCSI (SCSI II lub Fast SCSI II) oraz slot magistrali procesora umożliwiający szybką komunikację z kartą graficzną EGS 110/24 (tylko Amiga 2000).
- Impact – rodzina kart rozszerzeń dla modeli Amiga 500, Amiga 2000 i Amiga 4000 licząca około 20 produktów. Są to: rozszerzenia 16-bitowej pamięci, kontrolery SCSI, kontrolery SCSI zawierające dodatkowo 16-bitową pamięć, akceleratory z procesorem MC68030, 32-bitową pamięcią i kontrolerem SCSI (tylko Amiga 2000)
- Impact Vision – sprzęt do zastosowań telewizyjnych w oparciu o kartę Impact Vision 24 przeznaczoną dla A2000, A3000 i A4000, lub Impact Vision 24 A4000 dla modeli A3000 i A4000 i urządzenie I/O o nazwie Impact Vision Video Interface Unit / Component Transcoder. Karta posiada procesor video, frame grabber, frame buffer, flicker fixer, PIP, Genlock z separacją barw.
- T-Rex – historycznie ostatnia linia kart procesorowych przeznaczonych dla modeli A3000 i A4000, wyposażonych w procesor MC68040 lub MC68060, 32-bitową pamięć i z możliwością podłączenia opcjonalnego kontrolera Fast SCSI II.

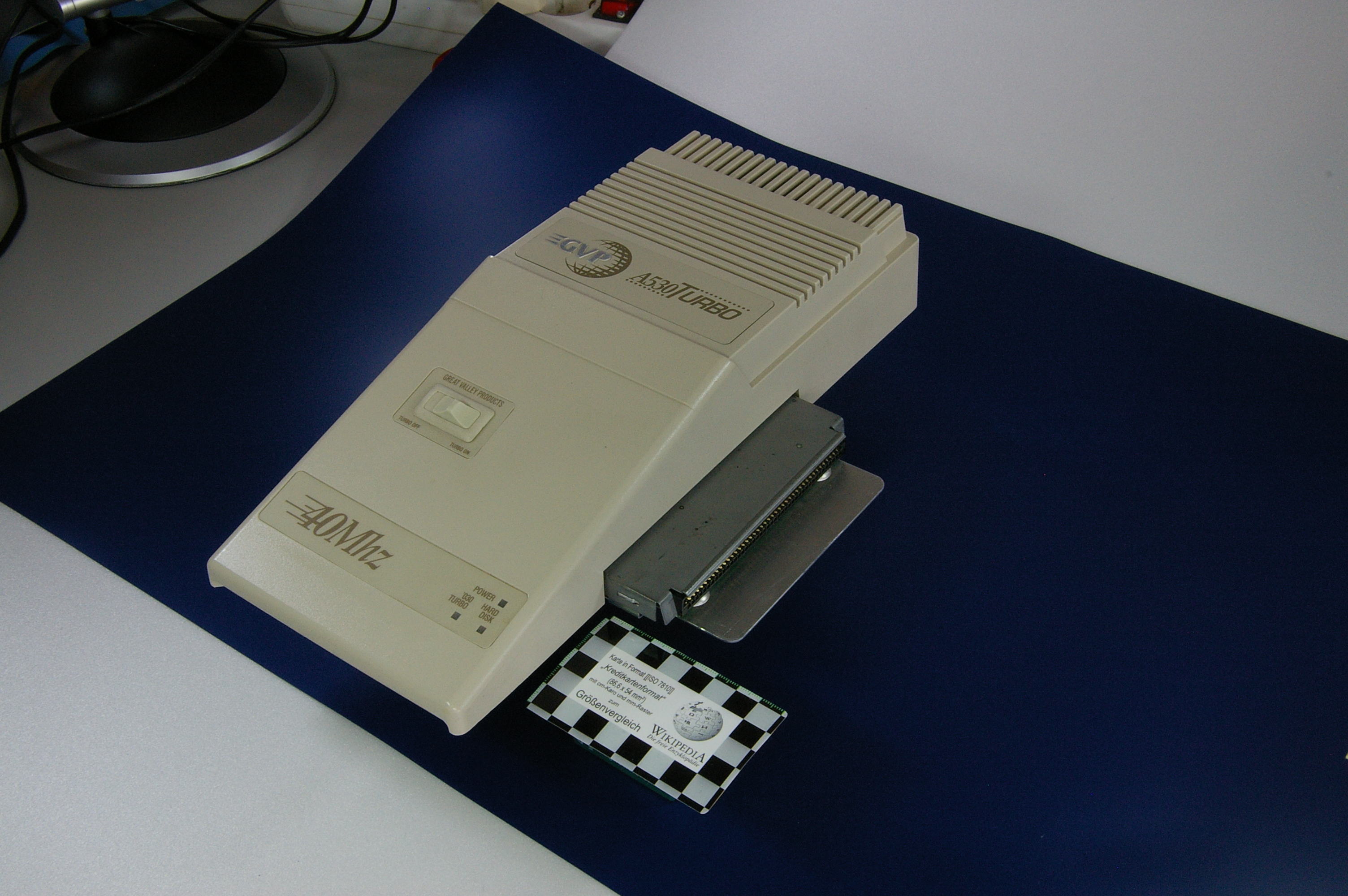
Karta turbo GVP A530

Ponadto firma produkowała inne modele akceleratorów, kontrolerów SCSI, rozszerzeń pamięci. A także: genlock i mikser dźwięku (G-Lock), korektor podstawy czasu z frame grabberem, frame bufferem i generatorem napisów (TBC Plus), sprzętowy emulator z procesorem Intel 80286/16 MHz (PC286), kartę I/O z portami serial, parallel (IOExtender), zintegrowany system: fax i poczta głosowa (PhonePak VFX), 8-bitowy sampler (DSS8). Do swoich akceleratorów firma wymagała stosowania własnych modułów SIMM 4MB/40 ns (inny rozkład pinów), których cena była średnio 50% wyższa od typowych SIMM 4 MB/60 ns.
- A500 HD+ – kontroler SCSI przyłączany do portu rozszerzeń komputera Amiga 500 mający cztery podstawki SIMM 30 pin (do 8 MB RAM). Kontroler posiada przełącznik Game i Autoboot .
- A530 – karta turbo przeznaczona dla komputera Amiga 500. Wyposażona w procesor MC68030 taktowany zegarem 40 lub 50 MHz i opcjonalnie koprocesor MC68882. Umożliwiała rozbudowanie pamięci o 8 MB przy użyciu modułów SIMM firmy GVP. Posiada wbudowany kontroler SCSI i miejsce na dysk twardy. Jest też wyposażona w złącze umożliwiające podłączenie dodatkowego emulatora PC 286[1]